# Sicco Mansholt
Sicco Leendert Mansholt (Ulurum, Groninga, 13 de septiembre de 1908 - Wapserveen, Drente, 29 de junio de 1995), fue político europeo de nacionalidad neerlandesa.

## Biografía
Miembro de la Comisión Europea (CE). Fue vicepresidente de la Comisión de la CEE desde el 1 de enero de 1958, continuó siéndolo de la Comisión de las Comunidades Europeas al unificarse los ejecutivos europeos a partir del 1 de julio de 1967. Durante todo este tiempo estuvo a cargo de la cartera de agricultura y por tanto de la puesta en marcha de la Política agrícola común (PAC).
El 22 de marzo de 1972 después de la dimisión de Franco Maria Malfatti, fue nombrado presidente de la Comisión Europea (véase Comisión Mansholt). Su mandato, que estuvo muy influenciado por el Club de Roma, terminó el 6 de enero de 1973. Así, comentaba sobre el crecimiento económico: Para mí, la cuestión más importante es cómo podemos alcanzar un crecimiento cero en esta sociedad. [...] Si no lo conseguimos, la distancia, las tensiones entre las naciones ricas y pobres será cada vez mayor. Me preocupa si conseguiremos mantener bajo control estos poderes que luchan por el crecimiento permanente. Todo nuestro sistema social insiste en el crecimiento.
Hijo de granjeros neerlandeses socialistas, se dedicó en sus primeros años a la agricultura, lo que posteriormente le sirvió para acceder al cargo de ministro de agricultura de los Países Bajos.
En 1968 la CE publicó el "plan Mansholt" («Memorándum sobre la reforma de la PAC») que buscaba reducir el número de trabajadores agrícolas y promover la formación de unidades de producción agrícola más amplias y eficientes. 
En los años 1970 publicó el denominado "informe Mansholt" en el que se destacaban los problemas del medio ambiente ocasionados por el desarrollo industrial y agrícola.